# 미즈노 다다히로 (1807년)
미즈노 다다히로(일본어: 水野忠寛, 1807년 12월 2일 ~ 1874년 1월 5일)는 에도 시대 후기의 하타모토, 다이묘이다. 스루가 누마즈 번 제6대 번주를 지냈다. 누마즈 번 미즈노가(沼津藩水野家) 제13대 당주.
| 전임 미즈노 다다나가 | 제6대 누마즈번 번주 (미즈노가) 1858년 ~ 1862년 | 후임 미즈노 다다노부 |

| 전임 공석(호리 지카시게) | 에도 막부 소바요닌 1859년 ~ 1862년 | 후임 폐번치현까지 공석 |